# Lloyd Ahern
Pour les articles homonymes, voir Ahern.
Lloyd (George) Ahern, né le 7 avril 1905 a Biloxi (Mississippi), mort le 29 décembre 1983 à Los Angeles (Californie), est un directeur de la photographie américain, membre de l'ASC.

## Biographie
Au cinéma, après quelques films comme deuxième assistant opérateur de 1928 à 1946 (dont Laura d'Otto Preminger en 1944), Lloyd Ahern débute comme chef opérateur sur deux films sortis en 1947, le second étant Le Miracle de la 34e rue de George Seaton (avec Maureen O'Hara et Edmund Gwenn).
En tout, jusqu'en 1974, il dirige les prises de vues de seulement dix-sept films américains. Mentionnons également La Proie de Robert Siodmak (1948, avec Victor Mature et Richard Conte), Nid d'amour de Joseph Newman (1951, avec June Haver et William Lundigan), ou encore La Princesse du Nil d'Harmon Jones (1954, avec Debra Paget et Jeffrey Hunter).
À partir de 1955 et jusqu'en 1979, Lloyd Ahern travaille principalement pour la télévision. Outre deux téléfilms, il contribue surtout à vingt-deux séries, dont Aventures dans les îles (soixante-cinq épisodes, de 1959 à 1962) et La croisière s'amuse (dix-neuf épisodes, en 1977 et 1978).

## Filmographie partielle
Comme directeur de la photographie, sauf mention contraire

### Au cinéma
- 1928 : Beau Sabreur de John Waters (deuxième assistant opérateur)
- 1935 : Les Croisades (The Crusades) de Cecil B. DeMille (deuxième assistant opérateur)
- 1944 : Laura d'Otto Preminger (deuxième assistant opérateur)
- 1946 : La Folle Ingénue (Cluny Brown) d'Ernst Lubitsch (deuxième assistant opérateur)
- 1947 : La Pièce maudite (The Brasher Doubloon) de John Brahm
- 1947 : Miracle sur la 34e rue (Miracle on 34th Street) de George Seaton
- 1948 : La Proie (Cry of the City) de Robert Siodmak
- 1949 : Monsieur Belvédère au collège (Mr. Belvedere Goes to College) d'Elliott Nugent
- 1949 : Father Was a Fullback de John M. Stahl
- 1950 : On va se faire sonner les cloches (For Heavens Sake) de George Seaton
- 1950 : Ma brute chérie (Love That Brute) d'Alexander Hall
- 1951 : Nid d'amour (Love Nest) de Joseph Newman
- 1952 : La Sarabande des pantins (O. Henry's Full House), film à sketches, segment Le Policier et le Motet (The Cop and the Anthem) d'Henry Koster
- 1953 : Le Fouet d'argent (The Silver Wheep) d'Harmon Jones
- 1954 : La Sirène de Bâton Rouge (The Gambler from Natchez) d'Henry Levin
- 1954 : La Princesse du Nil (Princess of the Nile) d'Harmon Jones
- 1954 : Panique sur la ville (Gorilla at Large) d'Harmon Jones
- 1955 : Pillards d'épave (The Looters) d'Abner Biberman
- 1961 : Le Château de sable (Sand Castle) de Jerome Hill
- 1974 : L'Homme du clan (The Klansman) de Terence Young

### À la télévision
Séries, sauf mention contraire
- 1955 : Mon amie Flicka (My Friend Flicka), Saison unique, épisode 2 L'Évadé (Blind Faith), épisode 7 L'Étranger (The Stranger) et épisode 8 Le Cheval de cirque (The Wild Horse)
- 1959-1962 : Aventures dans les îles (Adventures in Paradise), Saisons 1 à 3, 65 épisodes
- 1962 : Ombres sur le soleil (Follow the Sun), Saison unique, épisode 29 Run, Clown, Run de Jus Addiss
- 1963 : Première série Le Fugitif (The Fugitive), Saison 1, épisode 1 L'Obsession (Fear in a Desert City) de Walter Grauman et épisode 6 Décision sur le ring (Decision in the Ring)
- 1964 : Ma sorcière bien-aimée (Bewitched), Saison 1, épisode 1 Un conte de sorcière (I, Darrin, Take this Witch Samantha) de William Asher
- 1967 : Terreur au kilomètre (Hot Rods to Hell), téléfilm de John Brahm
- 1972 : Columbo, Saison 1, épisode 7 Une ville fatale (Blueprint for Murder) de Peter Falk
- 1977-1978 : La croisière s'amuse (The Love Boat), Saison 1, 19 épisodes